# Sphegina alaoglui
Sphegina alaoglui är en tvåvingeart som beskrevs av Hayat 1997. Sphegina alaoglui ingår i släktet midjeblomflugor, och familjen blomflugor.
Artens utbredningsområde är Turkiet. Inga underarter finns listade i Catalogue of Life.